# Никола Велчев
Никола Велчев е български футболист, състезател на тима от югозападна „В“ АФГ Сливнишки герой (Сливница), вратар.
Футболната му кариера започва в юношеската формация на ПФК Левски (София)) под ръководството на треньорите Веселин Личев, Християн Войнов, Любомир Симов и Николай Тодоров - Кайзера, като през годините преминава през всички възрастови групи, но не успява да пробие до мъжкия състав на отбора.
Притежава отлични физически данни и рефлекс.